# 白瘤结螺
白瘤结螺（学名：Morula anaxares），是新腹足目骨螺科Morula的一种。主要分布于越南、台湾，常栖息在潮间带岩礁。